# عدل (روزنامه)
عدل نام یکی از مطبوعات استان فارس در دوران قاجاریه است.
این روزنامه از سال ۱۳۳۳ هـ.ق به وسیله محمدصادق شریف مشهور به ستوده، در شیراز به چاپ رسیده است.